# Tramwaje w Marquette-lez-Lille

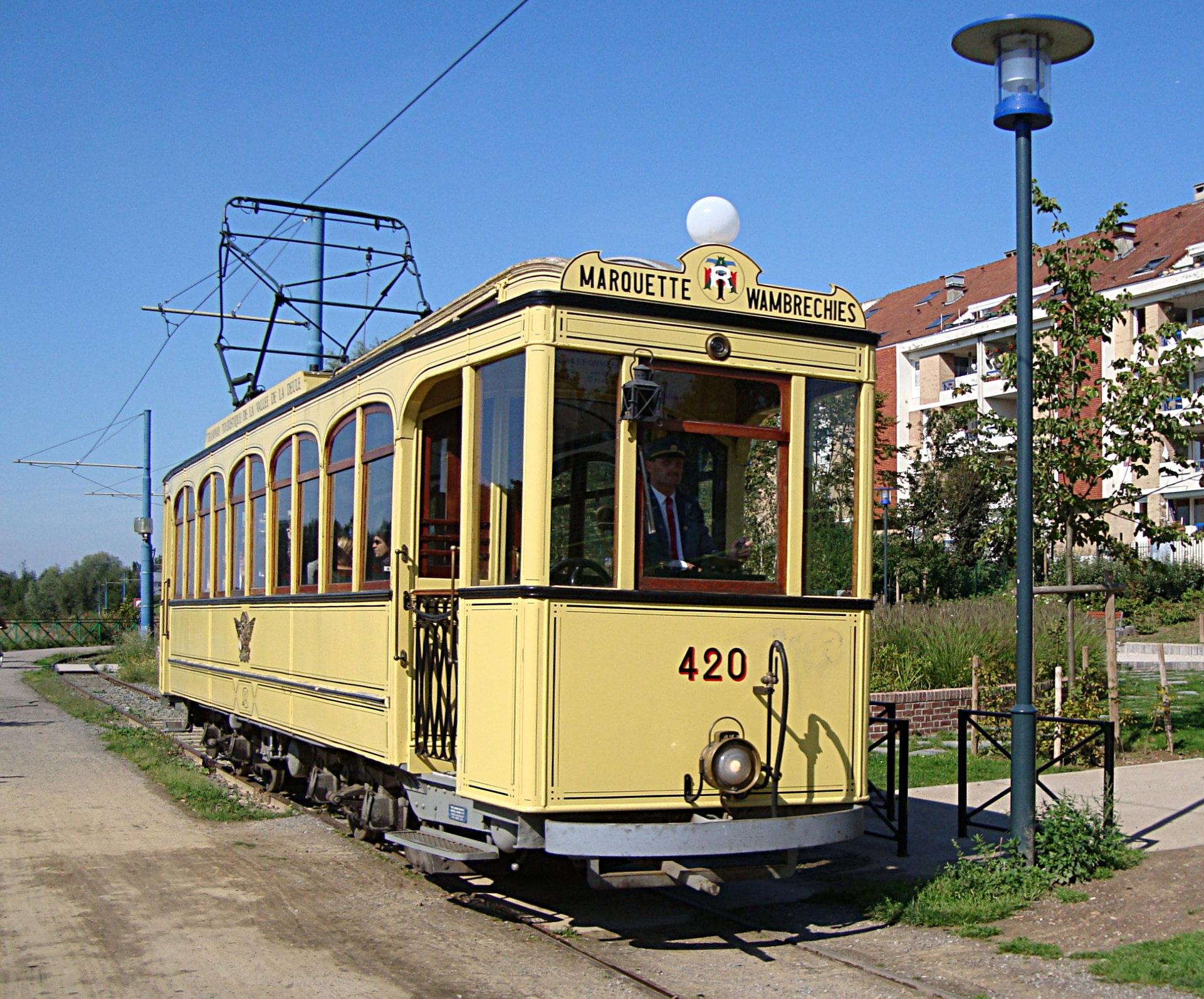
Zabytkowy tramwaj z Lille obsługujący trasę

Tramwaje w Marquette-lez-Lille – tramwajowa linia turystyczna o metrowym rozstawie torów, łącząca Marquette-lez-Lille i Wambrechies w departamencie Nord we Francji. Tramwaje są napędzane trakcją elektryczną.
Towarzystwo AMITRAM, będące właścicielem linii, zostało założone w roku 1968 aby zachować stare tramwaje z Roubaix, jednak linia powstała dużo później, pierwszy tramwaj wyjechał na trasę 1 kwietnia 1995. Długość linii wynosi 3 kilometry; torowisko przebiega doliną rzeki Deûle. Obsługują ją cztery tramwaje historyczne z Lille. będące własnością towarzystwa AMITRAM. Tramwaje kursuja tylko w sezonie letnim od 1 kwietnia do 30 września w takcie 20-minutowym.